# Commonly Unique
Commonly Unique är ett musikalbum av a cappela-gruppen The Real Group och utgivet 2000.

## Låtlista
1. "Substitute for Life" (Anders Edenroth) – 2:58
  - Feat.: A. Edenroth, K. Stenström, M. Jalkéus
2. "Telephone Talking" (Anders Edenroth) – 3:56
  - Feat.: K. Stenström, A. Edenroth
3. "Commonly Unique" (Katarina Stenström) – 3:51
  - Feat.: K. Stenström
4. "Thousand Things" (Anders Edenroth) – 3:10
  - Feat.: M. Jalkéus
5. "Run Run Run" (Anders Edenroth) – 2:55
  - Feat.: A. Jalkéus
6. "Love and Let Go" (Peder Karlsson) – 4:22
  - Feat.: P. Karlsson
7. "Stay" (Text: Margareta Jalkéus – musik: Anders Edenroth, Margareta Jalkéus, Peder Karlsson, Anders Jalkéus) – 3:30
  - Feat.: M. Jalkéus
8. "Lift Me Up" (Text: Anders Edenroth – musik: Margareta Jalkéus) – 3:18
  - Feat.: M. Jalkéus
9. "Big Bad World" (Anders Edenroth) – 3:17
  - Feat.: A. Edenroth, K. Stenström, M. Jalkéus
10. "Song of Love" (Text: Anders Edenroth – musik: Margareta Jalkéus) – 4:16
  - Feat.: M. Jalkéus
11. "Cage of Promises" (Peder Karlsson) – 3:14
  - Feat.: P. Karlsson
12. "Long Way to Go" (Anders Edenroth) – 3:21
  - Feat.: A. Edenroth
13. "Eyes of a Child" (Text: Katarina Stenström – musik: Katarina Stenström, Svante Henryson) – 2:54
  - Feat.: K. Stenström

## Arrangemang
Alla låtar är arrangerade av låtskrivaren utom:
- ”Thousand Things” av Magnus Lindgren
- ”Cage of Promises”, co-arrangerad av Jan Apelholm
- ”Eyes of a Child” av Svante Henryson

## The Real Group
- Anders Jalkéus – bas
- Katarina Stenström – alt
- Margareta Jalkéus – sopran
- Peder Karlsson – baryton
- Anders Edenroth – tenor

## Listplaceringar
| Lista (2000) | Topplacering |
| ------------ | ------------ |
| Sverige      | 22           |